# Puchar Polski w piłce siatkowej kobiet (1980/1981)
Puchar Polski w piłce siatkowej kobiet 1980/1981 – 24. sezon rozgrywek o siatkarski Puchar Polski, rozgrywany od 1932 roku.

## Klasyfikacja końcowa
| Miejsce | Drużyna           |
| ------- | ----------------- |
| 1.      | Czarni Słupsk     |
| 2.      | Kolejarz Katowice |
| 3.      | Start Łódź        |
| 4.      | Zawisza Sulechów  |